# Alexandre Ribot
Alexandre Félix Joseph Ribot (n. 7 de Fevereiro de 1842, Saint-Omer - f. 13 de Janeiro de 1923) foi um político francês. Ocupou o cargo de primeiro-ministro da França.

## Início da carreira
Ribot nasceu em Saint-Omer, Pas-de-Calais. Depois de uma brilhante carreira acadêmica na Universidade de Paris, onde foi lauréat da faculdade de direito, ele rapidamente deixou sua marca na ordem dos advogados. Foi secretário da conferência de advogados e um dos fundadores da Sociéte de legislation comparée.

## Representante
Em 1877, ele entrou para a política, desempenhando um papel notável no comitê de resistência legal durante o ministério de Brogue; no ano seguinte, ele foi devolvido à câmara como um membro republicano moderado por Boulogne, em seu departamento nativo de Pas-de-Calais.
Sua eloquência apaixonada, mas fundamentada, deu-lhe uma influência que foi aumentada por seus artigos no Parlamento, nos quais ele se opunha a medidas violentas contra as congregações não autorizadas. Dedicou-se especialmente às questões financeiras, e em 1882 foi relator do orçamento. Ele se tornou um dos mais proeminentes oponentes republicanos do partido Radical, distinguindo-se por seus ataques ao breve ministério de Gambetta. Ele se recusou a votar os créditos exigidos pelo gabinete do Ferry para a expedição de Tonkin e ajudou Georges Clemenceau derrubar o ministério em 1885. Nas eleições gerais daquele ano, ele foi vítima da derrota republicana no Pas-de-Calais e não voltou a entrar na câmara até 1887.

## Membro do gabinete
Depois de 1889, ele se candidatou a Saint-Omer. Seu medo do movimento bulangista o converteu à política de "concentração republicana" e ele assumiu o cargo em 1890 como ministro das Relações Exteriores no gabinete de Freycinet. Ele tinha um conhecimento íntimo e simpatia por "instituições" inglesas e duas de suas obras publicadas - um discurso, Biographie de Lord Erskine (1866) e Etude sur l'acte du 5 avril 1873 pour l'etablissement d'une cour supreme de justice en Angleterre (1874) - trata do direito inglês; ele também deu uma direção nova e muito importante para a política francesa pelo entendimento com a Rússia, em 1891, e que posteriormente amadureceu em um tratado formal de aliança. Ele manteve seu cargo no ministério de Émile Loubet (fevereiro-novembro de 1892) e, após sua derrota, tornou-se presidente do conselho (primeiro-ministro), mantendo a direção das relações exteriores. O governo renunciou em março de 1893 devido à recusa da Câmara em aceitar as emendas do Senado ao orçamento. Com a eleição de Félix Faure como presidente da República em janeiro de 1895, Ribot tornou-se novamente premier e ministro das finanças. Em 10 de junho, ele fez o primeiro anúncio oficial de uma aliança definitiva com a Rússia. Em 30 de outubro, o governo foi derrotado na questão do Chemin de fer du Sud e renunciou ao cargo.
A verdadeira razão de sua queda foi a má gestão da Segunda expedição a Madagascar, cujo custo em homens e dinheiro superou todas as expectativas, e as alarmantes condições sociais em casa, como indicou a greve em Carmaux. Após a queda do ministério de Jules Méline em 1898, M. Ribot tentou em vão formar um gabinete de "conciliação". Foi eleito, no final de 1898, presidente da importante comissão de educação, na qual defendia a adoção de um sistema moderno de ensino. A política do Waldeck-Rousseau o ministério nas congregações de ensino religioso dissolveu o Partido Republicano, e Ribot estava entre os separatistas; mas na eleição geral de 1902, embora ele próprio tenha garantido a reeleição, sua política sofreu um severo controle.
Ele se opôs ativamente à política do ministério Combes e denunciou a aliança com Jean Léon Jaurès, e em 13 de janeiro de 1905 ele foi um dos líderes da oposição que provocou a queda do gabinete. Embora tivesse sido mais violento ao denunciar a política anticlerical do gabinete de Combes, ele agora anunciava sua disposição de reconhecer um novo regime para substituir a Concordata de 1801, e deu ao governo seu apoio no estabelecimento das Culturelles das Associações, enquanto ele garantiu alguma atenuação dos setenta presentes na separação.
Foi reeleito deputado por Saint-Omer em 1906. No mesmo ano tornou-se membro da Académie française em sucessão ao duque d'Audiffret-Pasquier; ele já era membro da Academia de Ciência Moral e Política. Para justificar sua política de oposição, publicou em 1905 dois volumes de seus Discours politiques.
Em 3 de janeiro de 1909, Ribot foi eleito membro do Senado francês e, em fevereiro do ano seguinte, foi oferecido, mas recusou, o Ministério das Relações Exteriores no gabinete do Monis. Após a formação do Governo de Poincaré em 14 de janeiro de 1912, Ribot substituiu Léon Bourgeois como presidente da comissão designada para tratar do tratado franco-alemão, cuja ratificação demonstrou a necessidade. Em 1913, ele foi um candidato malsucedido à presidência da República e, com a queda do governo de Barthou, foi convidado por Poincaré, que agora era presidente, para formar um gabinete, mas recusou. Em 1914 ele se tornou, com Jean Dupuy, líder do grupo de esquerda republicana que se recusou a aceitar as decisões do congresso socialista radical em Pau em outubro de 1913.

## Primeira Guerra Mundial
Com a eclosão da Primeira Guerra Mundial, a grande reputação de Ribot como especialista em finanças e relações exteriores trouxe-o efetivamente ao cargo. Em 27 de agosto de 1914, ele se tornou Ministro das Finanças do Ministério da Defesa Nacional de Viviani, cargo que manteve quando, em 28 de outubro de 1915, Aristide Briand sucedeu Viviani como primeiro-ministro.
Em 7 de fevereiro de 1916, ele visitou Londres e realizou uma conferência com o Chanceler do Tesouro do Tesouro. Quando Briand reconstituiu seu gabinete, em dezembro de 1916, Ribot manteve a carteira das Finanças. Com a queda do Ministério de Briand, o presidente Poincaré novamente convocou Ribot a formar um governo, e desta vez ele consentiu, assumindo ele mesmo a pasta das Relações Exteriores, além do cargo de primeiro-ministro (19 de março). Na declaração de sua política feita à Câmara em 21 de março, ele declarou que se tratava de "recuperar as províncias que foram arrancadas de nós no passado, obter as reparações e garantias devidas à França e preparar uma paz duradoura baseada no respeito pela os direitos e a liberdade dos povos". Em 31 de julho, em resposta ao chanceler alemão Georg Michaelis, ele admitiu que em 1917 um acordo havia sido feito com o czar Nicolau para erguer os territórios alemães na margem esquerda do Reno em um estado autônomo, mas negou que houvesse qualquer dúvida de sua anexação à França.

## Fim da carreira política
O ministério final de Ribot foi durante a parte mais sombria da Primeira Guerra Mundial, vendo o fracasso da Ofensiva Nivelle e o famoso motim dos soldados franceses que se seguiu. Após a decisão de demitir o ministro do Interior, Louis Malvy, seu governo renunciou ao cargo em 2 de setembro, mas ele aceitou o Ministério das Relações Exteriores no gabinete de Painlevé constituído seis dias depois. Ele renunciou finalmente ao cargo em 16 de outubro, devido às violentas críticas de sua recusa em cair na "armadilha" das ofertas de paz alemãs.
Ribot deixou a política e morreu em Paris em 13 de janeiro de 1923 aos 80 anos.
O principal liceu de Saint-Omer, o Lycée Alexandre Ribot, leva seu nome hoje.

## Primeiro Ministério de Ribot, 6 de dezembro de 1892 - 11 de janeiro de 1893
Ver Gabinete Ribot I
- Alexandre Ribot - Presidente do Conselho e Ministro das Relações Exteriores
- Charles de Freycinet - Ministro da Guerra
- Émile Loubet - Ministro do Interior
- Maurice Rouvier - Ministro da Fazenda
- Léon Bourgeois - Ministro da Justiça
- Auguste Bourdeau - Ministro da Marinha e Colônias
- Charles Dupuy - Ministro da Instrução Pública, Belas Artes e Adoração
- Jules Develle - Ministro da Agricultura
- Jules Viette - Ministro das Obras Públicas
- Jules Siegfried - Ministro do Comércio e Indústria

Alterações
- 13 de dezembro de 1892 - Pierre Tirard sucede Rouvier como Ministro das Finanças.

## Segundo Ministério de Ribot, 11 de janeiro de 1893 - 4 de abril de 1893
Ver Gabinete Ribot II
- Alexandre Ribot - Presidente do Conselho e Ministro do Interior
- Jules Develle - Ministro das Relações Exteriores
- Jules Léon Loizillon - Ministro da Guerra
- Pierre Tirard - Ministro das Finanças
- Léon Bourgeois - Ministro da Justiça
- Adrien Barthélemy Louis Henri Rieunier - Ministro da Marinha
- Charles Dupuy - Ministro da Instrução Pública, Belas Artes e Adoração
- Albert Viger - Ministro da Agricultura
- Jules Siegfried - Ministro do Comércio, Indústria e Colônias

## Terceiro Ministério de Ribot, 26 de janeiro de 1895 - 1 de novembro de 1895
Ver Gabinete Ribot III
- Alexandre Ribot - Presidente do Conselho e Ministro das Finanças
- Gabriel Hanotaux - Ministro das Relações Exteriores
- Émile Zurlinden - Ministro da Guerra
- Georges Leygues - Ministro do Interior
- Ludovic Trarieux - Ministro da Justiça
- Armand Louis Charles Gustave Besnard - Ministro da Marinha
- Raymond Poincaré - Ministro da Instrução Pública, Belas Artes e Culto
- Antoine Gadaud - Ministro da Agricultura
- Émile Chautemps - Ministro das Colônias
- Ludovic Dupuy-Dutemps - Ministro das Obras Públicas
- André Lebon - Ministro dos Correios e Telégrafos e Ministro do Comércio e Indústria

## 4º Ministério de Ribot, 9 de junho de 1914 - 12 de junho de 1914
Ver Gabinete Ribot IV
- Alexandre Ribot - Presidente do Conselho e Ministro da Justiça
- Léon Bourgeois - Ministro das Relações Exteriores
- Théophile Delcassé - Ministro da Guerra
- Paul Peytral - Ministro do Interior
- Étienne Clémentel - Ministro da Fazenda
- Jean-Baptiste Abel - Ministro do Trabalho e Previdência Social
- Émile Chautemps - Ministro da Marinha
- Arthur Dessoye - Ministro da Instrução Pública e Belas Artes
- Adrien Dariac - Ministro da Agricultura
- Maurice Maunoury - Ministro das Colônias
- Jean Dupuy - Ministro das Obras Públicas
- Marc Réville - Ministro dos Correios e Telégrafos e Ministro do Comércio e Indústria

## 5º Ministério de Ribot, 20 de março de 1917 - 12 de setembro de 1917
Ver Gabinete Ribot V
- Alexandre Ribot - Presidente do Conselho e Ministro das Relações Exteriores
- Paul Painlevé - Ministro da Guerra
- Louis Malvy - Ministro do Interior
- Joseph Thierry - Ministro das Finanças
- Albert Thomas - Ministro de Armamentos e Manufatura de Guerra
- Léon Bourgeois - Ministro do Trabalho e Previdência Social
- René Viviani - Ministro da Justiça
- Lucien Lacaze - Ministro da Marinha
- Théodore Steeg - Ministro da Instrução Pública e Belas Artes
- Fernand David - Ministro da Agricultura
- Maurice Viollette - Ministro do Abastecimento Geral e Transportes Marítimos
- André Maginot - Ministro das Colônias
- Georges Desplas - Ministro das Obras Públicas e Transportes
- Étienne Clémentel - Ministro dos Correios e Telégrafos e Ministro do Comércio e Indústria

Alterações
- 4 de julho de 1917 - Extinto o cargo de Ministro dos Transportes Marítimos. Maurice Viollette continua a ser ministro do Abastecimento Geral.
- 10 de agosto de 1917 - Charles Chaumet sucede Lacaze como Ministro da Marinha.
- 1 de setembro de 1917 - Théodore Steeg sucede Malvy como Ministro do Interior.